# Baneth Ezekiel
Baneth Ezekiel (Óbuda, 1773 – Nyitra, 1854. december 28.) rabbi.
Atyja, rabbi Jacob Baneth, az óbudai rabbinátus tagja, szintén kiváló talmudtudós volt. Baneth, miután egy ideig fakereskedő volt, elvesztette vagyonát és elfogadta a Széchenyi hitközség meghívását. Onnan Paksra, majd Nyitrára került rabbinak, itt működött haláláig. Híres jesivát tartott fenn, nagyszámú hallgatósággal. Módszere ellenkezője volt az akkor már Magyarországon nagyon elterjedt pilpulizmusnak s inkább visszatért a középkori nagy kommentátorok tiszta módszeréhez. Responsumai nem maradtak meg, mert a hozzá beérkezett rengeteg vallási és jogi kérdésre adott kimerítő válaszok másolatát nem őrizte meg. Mégis akkora volt a tekintélye tudományos téren, hogy ismert nevű szerzők megtiszteltetésnek vették, ha műveikhez ajánlatot írt, ő maga azonban elvből nem írt könyvet, Toszefta-kommentárját is halála előtt elégette. Elmés mondásai sokáig közszájon forogtak. Jámborsága miatt Nyitrán zsidók és keresztények egyaránt szentnek tisztelték. Évtizedeken át ápolták azt a hiedelmet, hogy sírján tűzoszlop emelkedik az égbe. Sírját sokáig zarándokhelynek tisztelték.